# Luis Saravia de la Calle
Luis Saravia de la Calle (Beronense. La Rioja, s. xvi – s/d) fue un destacado doctor en teología, sacerdote y economista español del siglo XVI, perteneciente a la Escuela de Salamanca.

## Biografía
Autor del influyente tratado Instrucción de Mercaderes, publicado en 1544 en Medina del Campo. Aunque se sabe poco de su vida personal, se le conoce por su análisis ético-económico de las prácticas mercantiles en Castilla, en un período caracterizado por la expansión de la economía y la llegada de metales preciosos desde América.
A diferencia de otros autores de la época, Saravia escribió en castellano y no en latín, haciendo accesible su obra a un público más amplio. Esto facilitó su recepción en el ámbito mercantil y fue un hito en la literatura económica en lengua vulgar, especialmente relevante para los comerciantes de la Castilla renacentista.

## Obra Principal
Instrucción de Mercaderes es una obra clave para entender la ética mercantil en la España renacentista, especialmente en torno a temas como el cambio, la usura y la fijación de precios. Dirigido a mercaderes y confesores, el libro buscaba orientar sobre la licitud o ilicitud de prácticas comerciales, reflejando las inquietudes de Saravia respecto al impacto de la monetización y la especulación en los mercados. Con una perspectiva moralista, Saravia sostenía que la inflación y el alza de precios se debían a la codicia de los mercaderes, y no a causas económicas como la abundancia de dinero.
- El escolástico censura en él cualquier tipo de teoría del valor basada en el coste de producción, insistiendo en que los factores que determinan que el precio varíe son la demanda, la utilidad y la escasez del mismo.
- “El precio justo surge de la abundancia o escasez de bienes, mercaderes y dinero, como se ha dicho, y no de los costes, trabajo y riesgo”.[2]

## Contribuciones al Pensamiento Económico

###### Teoría del Precio Justo
Saravia rechazaba cualquier teoría del precio basada en el costo de producción. En su lugar, propuso que el precio justo se determina por factores de mercado como la oferta, la demanda y la escasez, siendo el precio del mercado el justo "excluyendo el engaño y la malicia". Esta visión lo coloca como uno de los primeros en formular una teoría de precio basada en la interacción de la oferta y la demanda, una postura innovadora para la época.

###### Crítica a la Banca con Reserva Fraccionaria
Saravia también abordó el tema bancario, oponiéndose a la práctica de la reserva fraccionaria. Abogaba por que los bancos mantuvieran un coeficiente de caja del 100%, pues consideraba que recibir intereses en depósitos a la vista era incompatible con la naturaleza del contrato de depósito. Su crítica hacia la apropiación de dinero por los banqueros refleja una posición ética respecto a la integridad de las prácticas bancarias.

###### Impacto y Legado
La obra de Saravia fue bien recibida, especialmente en Italia, donde se tradujo al italiano en 1561. Ha sido reconocida como una de las contribuciones tempranas al pensamiento económico en España y un antecedente de la Escuela de Salamanca. Autores posteriores como Grice Hutchinson han señalado su importancia en la formación de la teoría económica española, destacando la originalidad y la claridad de sus postulados.